# Henry Simmons
Henry Oswald Simmons (Stamford, 1 de juliol de 1970) és un actor estatunidenc. És conegut sobretot per interpretar a Baldwin Jones a la sèrie policíaca d'ABC NYPD Blue (2000-2005) i Alphonso "Mack" Mackenzie a la sèrie de superherois d'ABC Marvel's Agents of SHIELD (2014-2020).

## Primers anys de vida i educació
Simmons va néixer a Stamford, Connecticut. És fill d’Aurelia, mestra d’escola, i Henry Simmons, Sr., oficial d’ingressos de l'IRS. És un dels seus tres fills, incloent la seva germana bessona, i una altra germana. Simmons va obtenir una beca de bàsquet a la Universitat Franklin Pierce, on va obtenir una llicenciatura en negocis.
Mentre assistia a la Universitat Franklin Pierce, va experimentar en teatre. Després de graduar-se a la universitat, va treballar breument en una empresa Fortune 500 a Stamford. Insatisfet amb la seva feina, Simmons es va traslladar a la ciutat de Nova York i va començar a estudiar interpretació i, després d’uns quants papers, va aconseguir un paper recurrent a la telenovel·la Another World.

## Carrera
Simmons va interpretar al detectiu Baldwin Jones al drama d'ABC NYPD Blue durant sis temporades. Va tenir un paper principal en el drama legal de la cadena CBS Shark, un paper principal a World's Greatest Dad i en la sèrie de comèdia d'ABC Man Up!
La seva obra cinematogràfica inclou la pel·lícula d’acció / comèdia Taxi 2004, From the Rough i No Good Deed del 2014.
Simmons va guanyar el Gran Premi del Jurat al millor actor al American Black Film Festival, per la seva interpretació del Dr. Walter Chambers a la pel·lícula de 2007 South of Pico.
Del 2014 al 2020, Simmons va protagonitzar la sèrie dramàtica de superherois de l'ABC Marvel's Agents of SHIELD, interpretant al mecànic i director de S.H.I.E.L.D. Alphonso "Mack" Mackenzie. Després de ser un personatge recurrent a la segona temporada, va ser ascendit a regular per a la temporada 3, i per a totes les temporades restants.

## Vida personal
Simmons es va casar amb l'actriu Sophina Brown el maig de 2010.

## Filmografia

### Cinema
| Any  | Títol                  | Paper                | Notes |
| ---- | ---------------------- | -------------------- | ----- |
| 1994 | Above the Rim          | Starnes              |       |
| 1999 | On the Q.T.            | Peter                |       |
| 1999 | Let It Snow            | Mitch Jennings       |       |
| 2002 | A Gentleman's Game     | Walter Kane          |       |
| 2004 | Taxi                   | Jesse                |       |
| 2005 | Quan arribarem?        | Carl                 |       |
| 2006 | Something New          | Kyle                 |       |
| 2006 | Madea's Family Reunion | Issac                |       |
| 2006 | The Insurgents         | Marcus               |       |
| 2007 | South of Pico          | Dr. Walter Chambers  |       |
| 2009 | World's Greatest Dad   | Mike Lane            |       |
| 2011 | Des del Rough          | Kendrick Paulsen Jr. |       |
| 2012 | Superman vs. The Elite | Prof. Efrain Baxter  |       |
| 2014 | No Good Deed           | Jeffery Granger      |       |

### Televisió
| Any       | Títol                                 | Paper                     | Notes                                         |
| --------- | ------------------------------------- | ------------------------- | --------------------------------------------- |
| 1994      | Saturday Night Live                   | Johnny                    | Episodi: "Martin Lawrence/Crash Test Dummies" |
| 1994      | The Cosby Mysteries                   | Kevin Lewis               | Episodi: "Expert Witness"                     |
| 1994–1995 | New York Undercover                   | Jackson                   | 2 episodis                                    |
| 1997–1999 | Another World                         | Tyrone Montgomery         | 8 episodis                                    |
| 2000–2005 | NYPD Blue                             | Det. Baldwin Jones        | 123 episodis                                  |
| 2004      | Spartacus                             | Draba                     | Pel·lícula de televisió                       |
| 2005      | Lackawanna Blues                      | Jesse                     | Pel·lícula de televisió                       |
| 2006      | Pepper Dennis                         | Curtis Wilson             | 2 episodis                                    |
| 2006–2008 | Shark                                 | Issac Wright              | 32 episodis                                   |
| 2009      | The Cleaner                           | Bobby Carmichael          | Episodi: "Standing Eight"                     |
| 2009      | Georgia O'Keeffe                      | Jean Toomer               | Pel·lícula de televisió                       |
| 2009      | CSI: Miami                            | Andrew Ballard            | Episodi: "Point of Impact"                    |
| 2009      | Raising the Bar                       | Oficial Howard            | Episodi: "Oh, Say Can You Pee"                |
| 2011      | Man Up                                | Grant                     | 13 episodis                                   |
| 2011      | Let's Stay Together                   | Mike                      | Episodi: "Daddy's Home"                       |
| 2012      | Common Law                            | Morgan Watkins            | Episodi: "The Ex-Factor"                      |
| 2013      | Bones                                 | Tom Molnor                | Episodi: "The Corpse on the Canopy"           |
| 2013      | Second Generation Wayans              | Baron 'The Truth' Fouse   | 2 episodis                                    |
| 2013–2014 | Ravenswood                            | Simon Beaumont            | 8 episodis                                    |
| 2014–2020 | Agents of S.H.I.E.L.D.                | Alphonso "Mack" Mackenzie | 114 episodis                                  |
| 2014      | Transparent                           | Derek                     | Episodi: "Pilot"                              |
| 2014      | Law &amp; Order: Special Victims Unit | Shakir Wilkins            | Episodi: "American Disgrace"                  |